# 김탄월
김탄월(金坦月)은 일제강점기의 승려이다.

## 생애
1915년 금강산의 대본산인 유점사 법무를 지냈다는 것 외에는 신상에 대해 알려진 바가 없다. 1927년부터는 강원도 고성군의 6개 사찰 주지를 겸직했고, 1936년 유점사의 주지로 선출되어 조선총독부의 인가를 받았다.
김탄월이 유점사 주지직에 오른 이듬해 중일 전쟁이 발발하여 불교계도 전쟁 지원에 동원되었다. 유점사는 중일 전쟁 발발 직후인 7월 25일 시국극복과 국위선양 무운장구 기원 법요식이라는 행사를 봉행하였고, 본·말사가 국방헌금을 함께 모아 9월 1일 헌납했다.
김탄월은 이후로도 중국으로 출정하는 일본군 부대를 직접 송영하고, 황군 위문금을 걷어 송부하는 일을 계속했다. 1938년 4월 1일까지 유점사 본·말사가 일제에 헌납한 금액은 국방헌금 467원 11전, 위문금 325원과 위문대 1개였다.
1939년 중일 전쟁 2주년 기념일에 또다시 일본군 위문금 16원을 조선불교중앙교무원을 통해 납부한 일이 있으며, 곧이어 유점사 주지직에서 사임하고 고성군 장전읍에 있는 유점사 산하 장전포교소 포교사로 취임했다. 1939년 이후의 행적은 알 수 없다.
2008년 민족문제연구소가 발표한 친일인명사전 수록예정자 명단 종교 부문에 포함되었다.

## 같이 보기
- 유점사

## 참고자료
- 임혜봉 (2005년 3월 1일). 〈김탄월 : 적극적으로 중일전쟁에 협력한 유점사 주지〉. 《친일 승려 108인》. 서울: 청년사. 259~260쪽쪽. ISBN 9788972783848.